# Залшупин, Сергей Александрович

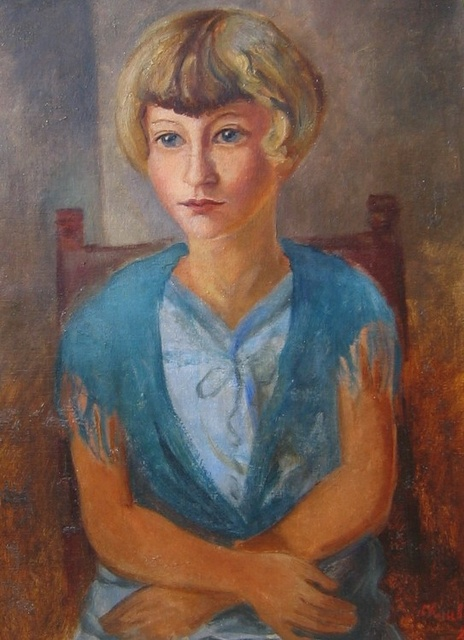
Портрет девочки

Сергей Александрович Залшупин (псевдоним — Серж Шубин, Serge Choubine; 1898, Санкт-Петербург — 3 ноября 1931, Париж) — русский и французский художник (портретист, график, пейзажист).

## Биография
Сын редактора и издателя «Энциклопедии банковского дела» (1904) и петербургских газет «Русский экономист» и «Жизнь и суд», присяжного поверенного и коллежского асессора Александра Соломоновича (Семёновича) Залшупина (1867—1929), специалиста по экономическому праву, автора книг «Очерк теории государственного кредита» (1892), «Вопросы банковой политики: к реформе денежного обращения» (1896). А. С. Залшупину в 1913—1917 годах принадлежал доходный дом на Тележной улице, № 16. Мать — Лидия Давидовна Залшупина (в девичестве Крейцер, 1874—?). Племянник присяжного поверенного и финансиста, председателя правления Третьего Санкт-Петербургского общества взаимного кредита и акционерного общества шоколадной фабрики «Карл Бездена» Миная Соломоновича Залшупина (?—1942), хозяина книжных складов и типографий в Санкт-Петербурге и Варшаве. Сестра — Надежда Александровна Залшупина (в замужестве Данилова, 1898—1976), секретарь издательства «Петрополис» (ей посвящены стихотворение Б. Л. Пастернака «Gleisdreieck», 1923, экспромт Н. С. Гумилёва, 1921, и стихотворение М. А. Кузмина, 1922); с 1921 года секретарь издательства З. И. Гржебина в Берлине, с 1924 года жила в Париже. Двоюродная внучка С. А. Залшупина — библиограф и литературовед, научный сотрудник Российской национальной библиотеки Полина Лазаревна Вахтина (1948—2017).
В 1915—1918 г. в Новой художественной мастерской у В. И. Шухаева и А. Е. Яковлева. Его работы экспонировались на нескольких выставках вплоть до начала 1920-х годов. Часть ранних работы выставлялась на выставке Оригинальных рисунков петроградских книжных знаков в 1923 году.
В 1921 эмигрировал в Берлин. Вошёл в Совет Дома искусств, сотрудничал в эмигрантских изданиях, в частности, в «Сполохах», где опубликовал много портретных зарисовок.
В 1923 берлинское издательство «Гамаюн» выпустило тиражом в 100 экземпляров альбом офортов художника «Портреты современных русских писателей», куда вошли портреты А. А. Блока, А. Белого, Б. Пильняка, М. Горького, графа А. Н. Толстого, Г. Гребенщикова, Б. Зайцева, В. Набокова, А. Ремизова, И. Шмелёва, В. Шухаева и многих других.
В 1923 г. по заказу издательства исполнил иллюстрации к книге «Алиса в стране чудес» Л. Кэрролла в переводе В. В. Набокова («Аня в стране чудес». Берлин, 1923).
С 1924 г. жил в Париже.
В 1924 и 1930 г. под псевдонимом «Серж Шубин» выставлялся с пейзажами и портретами в Осенних Парижских салонах. Дружил с М. Кислингом и другими художниками парижской школы.
Работы художника хранятся в Государственном музее изобразительных искусств им. А. С. Пушкина и Государственном Литературном музее в Москве.
Похоронен на парижском кладбище Баньё.

## Семья
- Двоюродные братья — редактор и колумнист газеты «Жизнь и суд» Борис Владимирович Залшупин, гимназический товарищ Н. С. Гумилёва; книжный график Борис Генрихович Крейцер. Двоюродная сестра (дочь сестры отца, Регины Соломоновны (Семёновны) Залшупиной) — художник и график Елизавета Григорьевна Дорфман[9].
- Дяди — пианист и музыкальный педагог Леонид Давидович Крейцер и химик Генрих Давидович Крейцер.

## Избранные работы

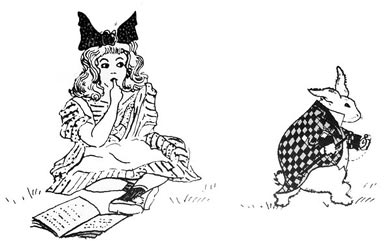
Иллюстрация к «Алисе в стране чудес» Л. Кэрролла
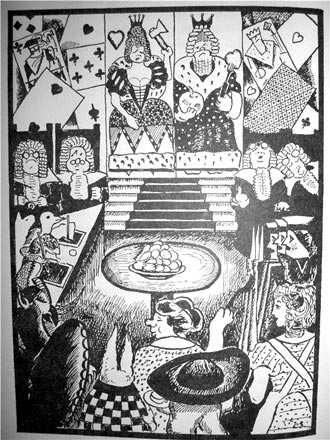
Иллюстрация к «Алисе в стране чудес» Л. Кэрролла
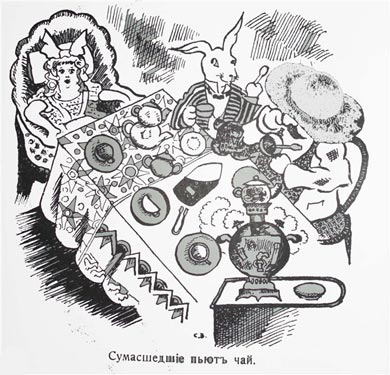
Иллюстрация к «Алисе в стране чудес» Л. Кэрролла
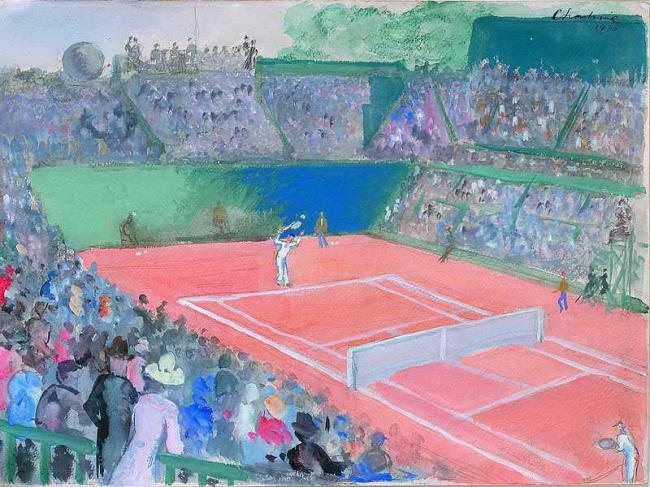
Ролан-Гаррос